# Algeriet ved sommer-OL 2016
Algeriet skal konkurrere ved sommer-OL 2016 i Rio de Janeiro, Brasilien fra 5. til 21. august 2016. Dette vil være nationens trettende OL i træk ved sommer-OL, med undtagelse af sommer-OL 1976 i Montreal grundet afrikansk boykot.

## Medaljer
| 2016 Rio de Janeiro | Guld | Sølv | Bronze | Total |
| Algeriet            | 0    | 2    | 0      | 2     |

### Medaljevinderne
| Algeriet under sommer-OL 2016 i Rio de Janeiro | Algeriet under sommer-OL 2016 i Rio de Janeiro | Algeriet under sommer-OL 2016 i Rio de Janeiro | Algeriet under sommer-OL 2016 i Rio de Janeiro | Algeriet under sommer-OL 2016 i Rio de Janeiro |
| Medalje                                        | Navn                                           | Sport                                          | Konkurrence                                    | Dato                                           |
| ---------------------------------------------- | ---------------------------------------------- | ---------------------------------------------- | ---------------------------------------------- | ---------------------------------------------- |
| Sølv                                           | Taoufik Makhloufi                              | Atletik                                        | Mændenes 800 m                                 | 15. august                                     |
| Sølv                                           | Taoufik Makhloufi                              | Atletik                                        | Mændenes 1500 m                                | 20 August                                      |

## Svømning

### Resultater
| Dato             | Disciplin | H/D    | Udøver           | Indledende heat | Indledende heat | Semifinale          | Semifinale          | Finale              | Finale              |
| Dato             | Disciplin | H/D    | Udøver           | Tid             | Placering       | Tid                 | Placering           | Tid                 | Placering           |
| ---------------- | --------- | ------ | ---------------- | --------------- | --------------- | ------------------- | ------------------- | ------------------- | ------------------- |
| 9. – 10. august  | 100 m fri | Herrer | Oussama Sahnoune | 49,20           | 31              | ude af konkurrencen | ude af konkurrencen | ude af konkurrencen | ude af konkurrencen |
| 11. – 12. august | 50 m fri  | Herrer | Oussama Sahnoune | 22,27           | 25              | ude af konkurrencen | ude af konkurrencen | ude af konkurrencen | ude af konkurrencen |